# Цілком таємно (сезон 8)
Восьмий сезон американського фантастичного телесеріалу «Цілком таємно» стартував 5 листопада 2000 року на телеканалі Fox. Серіал продовжує оповідати історію спеціальних агентів Федерального бюро розслідувань (ФБР) — Фокса Малдера (Девід Духовни) та Дейни Скаллі (Джилліан Андерсон). Головні герої займаються розслідуванням справ, що стосуються паранормальних і загадкових явищ, знані як справи з грифом «X».

## Сюжет
Наприкінці фіналу сьомого сезону Фокс Малдер був викрадений прибульцями. Дейна Скаллі зустрічає спеціального агента Джона Доггетта, лідера оперативної групи ФБР, організованої для проведення пошуків Малдера. Незважаючи на те, що пошуки врешті-решт виявилися невдалими, Доггетт був призначений для «Секретних матеріалів» і разом зі Скаллі шукав пояснення кількох випадків. Коли Скаллі дізнається, що кілька жінок, як повідомляється, були викрадені та завагітніли інопланетними немовлятами, вона починає сумніватися у власній вагітності та боїться за свою ненароджену дитину.
Доггетт знайомить Скаллі зі спеціальною агенткою Монікою Рейес, фахівчинею ФБР з ритуальних злочинів, незадовго до того, як тіло Малдера раптово з'являється в лісі вночі. Після похорону Малдера Алекс Крайчек погрожує помічнику режисера Волтеру Скіннеру, що він повинен убити дитину Скаллі до її народження. Біллі Майлз, багаторазовий викрадений, який зник тієї ж ночі, що й Малдер, повертається мертвим, але його мертве тіло воскресає та повертається до повного здоров’я. Малдер також повертається після смерті, а Скаллі спостерігає за його відновленням. Повністю відродившись, Малдер розслідує кілька «Секретних матеріалів» всупереч наказу, але незабаром його звільняють, залишивши Доггетта відповідальним за справи. Малдер продовжує надавати внесок у неофіційній якості.
Неохоче прийнявши допомогу Крайчека, Малдер, Доггетт і Скіннер дізнаються, що інопланетний вірус, нещодавно таємно створений членами уряду Сполучених Штатів, замінив кількох людей, у тому числі Майлза та кількох високопоставлених співробітників ФБР, так званими інопланетними «Суперсолдатами». Крайчек стверджує, що солдати — практично нестримні прибульці, які хочуть бути впевненими, що люди не переживуть колонізацію Землі. Вони дізналися, що дитина Скаллі на диво особлива дитина. Вони лише нещодавно дізналися про важливість дитини, тому Крайчек сказав Скіннеру вбити ненароджену дитину раніше. Коли Майлз прибуває до штаб-квартири ФБР, Малдер, Доггетт, Скіннер і Крайчек допомагають Скаллі втекти разом із Рейєс на віддалену ферму. Невдовзі після того, як Скіннер вбиває Крайчека, Скаллі народжує начебто нормальну дитину, а суперсолдати інопланетян оточують її. Без пояснень інопланетяни залишають територію, коли прибуває Малдер. Поки Доггетт і Рейес звітують у штаб-квартирі ФБР, Малдер забирає Скаллі та їхнього новонародженого сина Вільяма назад до її квартири, де Скаллі і Малдер зізнаються одне одному в почуттях і цілуються.

### Теми
Події восьмого сезону «Секретних матеріалів» розгортаються в науково-фантастичному середовищі та використовують загальні науково-фантастичні концепції сильно диференційованих персонажів, які борються з однозначно злим ворогом, у даному випадку — інопланетними колоністами. Перший епізод сезону – «самотність» і «біль» після зникнення Малдера. «Per Manum» включав основні теми, поширені в серіалі, такі як «темний, передчуваючий терор», «переважне відчуття параної» та «страх перед невідомим», серед інших. Пізніше смерть і воскресіння стали основною підтемою сезону, де Джона Доггетта вбивають і він воскресає, а пізніше, коли Малдер повертається до життя після того, як він, очевидно, був мертвий через три місяці. Ця підтема триватиме й у дев’ятому сезоні. Основна сюжетна арка сезону стосується ідеї про те, що інколи людство становить більшу небезпеку для самого себе. Ця тема проявляється через Синдикат і змову людей з інопланетянами.

## У ролях

### Головні ролі
- Девід Духовни — Фокс Малдер
- Джилліан Андерсон — Дейна Скаллі
- Роберт Патрік — Джон Доггетт

### Другорядні ролі
- Мітч Піледжі — Волтер Скіннер
- Аннабет Гіш — Моніка Рейес
- Ніколас Ліа — Алекс Крайчек
- Джеймс Пікенс[en] — Елвін Керш
- Том Брейдвуд — Мелвін Фрогікі
- Брюс Гарвуд[en] — Джон Фітцджеральд Байєрс
- Дін Гаґлунд[en] — Річард Ленглі
- Кірк Воллер[en] — Джин Крейн
- Захарі Енслі[en] — Біллі Майлз
- Адам Болдвін — Кновлі Рорер
- Джефф Гулка — Гібсон Прайз
- Шейла Ларкен[en] — Маргарет Скаллі
- Браян Томпсон — Інопланетний мисливець за головами

## Епізоди
Епізоди позначені подвійним хрестиком () належать до міфології серіалу.
| № п/п | № в сезоні | Назва                                           | Режисер        | Сценарист                                                     | Оригінальний показ | Оригінальний показ українською | Код    | Рейтинг |
| ----- | ---------- | ----------------------------------------------- | -------------- | ------------------------------------------------------------- | ------------------ | ------------------------------ | ------ | ------- |
| 162   | 1          | «Within » · «Зсередини»                         | Кім Меннерс    | Кріс Картер                                                   | 5 листопада 2000   | TBD                            | 8ABX01 | 15.87   |
| 163   | 2          | «Without » · «Ззовні»                           | Кім Меннерс    | Кріс Картер                                                   | 12 листопада 2000  | TBD                            | 8ABX02 | 15.1    |
| 164   | 3          | «Patience» «Терпіння»                           | Кріс Картер    | Кріс Картер                                                   | 19 листопада 2000  | TBD                            | 8ABX04 | 13.3    |
| 165   | 4          | «Roadrunners» «Зозуленята»                      | Род Гарді      | Вінс Гілліган                                                 | 26 листопада 2000  | TBD                            | 8ABX05 | 13.6    |
| 166   | 5          | «Invocation» «Заклинання»                       | Річард Комптон | Девід Аманн                                                   | 3 грудня 2000      | TBD                            | 8ABX06 | 13.9    |
| 167   | 6          | «Redrum» «Вбивство»                             | Пітер Маркл    | Сюжет: Стевен Маеда, Даніель Аркін Телесценарій: Стевен Маеда | 10 грудня 2000     | TBD                            | 8ABX03 | 13.2    |
| 168   | 7          | «Via Negativa» «Через заперечення»              | Тоні Вармбі    | Френк Спотніц                                                 | 17 грудня 2000     | TBD                            | 8ABX07 | 12.37   |
| 169   | 8          | «Surekill» «Контрольний постріл»                | Терренс О'Хара | Грег Волкер                                                   | 7 січня 2001       | TBD                            | 8ABX09 | 13.3    |
| 170   | 9          | «Salvage» «Спасіння»                            | Род Гарді      | Джеффрі Белл                                                  | 14 січня 2001      | TBD                            | 8ABX10 | 11.7    |
| 171   | 10         | «Badlaa» «Відплата»                             | Тоні Вармбі    | Джон Шібан                                                    | 21 січня 2001      | TBD                            | 8ABX12 | 11.8    |
| 172   | 11         | «The Gift » · «Дар»                             | Кім Меннерс    | Френк Спотніц                                                 | 4 лютого 2001      | TBD                            | 8ABX11 | 14.6    |
| 173   | 12         | «Medusa» «Медуза»                               | Річард Комптон | Френк Спотніц                                                 | 11 лютого 2001     | TBD                            | 8ABX13 | 13.8    |
| 174   | 13         | «Per Manum » · «Вручну»                         | Кім Меннерс    | Кріс Картер, Френк Спотніц                                    | 18 лютого 2001     | TBD                            | 8ABX08 | 16.0    |
| 175   | 14         | «This Is Not Happening » · «Цього не може бути» | Кім Меннерс    | Кріс Картер, Френк Спотніц                                    | 25 лютого 2001     | TBD                            | 8ABX14 | 16.9    |
| 176   | 15         | «Deadalive » · «Живий мрець»                    | Тоні Вармбі    | Кріс Картер, Френк Спотніц                                    | 1 квітня 2001      | TBD                            | 8ABX15 | 12.4    |
| 177   | 16         | «Three Words » · «Три слова»                    | Тоні Вармбі    | Кріс Картер, Френк Спотніц                                    | 8 квітня 2001      | TBD                            | 8ABX18 | N/A     |
| 178   | 17         | «Empedocles» «Емпедокл»                         | Баррі К. Томас | Грег Волкер                                                   | 22 квітня 2001     | TBD                            | 8ABX17 | 12.46   |
| 179   | 18         | «Vienen » · «Вони йдуть»                        | Род Гарді      | Стевен Маеда                                                  | 29 квітня 2001     | TBD                            | 8ABX16 | 11.8    |
| 180   | 19         | «Alone» «Один»                                  | Френк Спотніц  | Френк Спотніц                                                 | 6 травня 2001      | TBD                            | 8ABX19 | 12.7    |
| 181   | 20         | «Essence » · «Сутність»                         | Кім Меннерс    | Кріс Картер                                                   | 13 травня 2001     | TBD                            | 8ABX20 | 12.8    |
| 182   | 21         | «Existence » · «Існування»                      | Кім Меннерс    | Кріс Картер                                                   | 20 травня 2001     | TBD                            | 8ABX21 | 14.00   |

## Прийом

### Нагороди та номінації
| Рік  | Нагорода                     | Категорія                                                | Номінація                               | Результат |
| ---- | ---------------------------- | -------------------------------------------------------- | --------------------------------------- | --------- |
| 2001 | «Прайм-тайм премія „Еммі“»   | Найкращий грим у серіалі                                 | «Живий мрець»                           | Перемога  |
| 2001 | «Прайм-тайм премія „Еммі“»   | Найкраща робота оператора в серіалі (однокамерна зйомка) | Білл Рой за епізод «Цього не може бути» | Номінація |
| 2001 | «Премія Гільдії кіноакторів» | Найкраща жіноча роль у драматичному серіалі              | Джилліан Андерсон за роль Дейни Скаллі  | Номінація |
| 2001 | «Сатурн»                     | Найкращий ефірний телесеріал                             | «Цілком таємно»                         | Номінація |
| 2001 | «Сатурн»                     | Найкращий актор на телебаченні                           | Роберт Патрік за роль Джона Доггетта    | Перемога  |
| 2001 | «Сатурн»                     | Найкраща акторка на телебаченні                          | Джилліан Андерсон за роль Дейни Скаллі  | Номінація |

## Реліз на DVD
| The X-Files — The Complete Eighth Season                                                                                  | | | | | | | |
| Деталі | Деталі | Деталі | Деталі | Особливості | Особливості | Особливості | Особливості |
| - 21 епізод - 6 дисків - 1.78:1 співвідношення сторін - Субтитри: англійська, іспанська - Англійська (Dolby 2.0 Surround) | - 21 епізод - 6 дисків - 1.78:1 співвідношення сторін - Субтитри: англійська, іспанська - Англійська (Dolby 2.0 Surround) | - 21 епізод - 6 дисків - 1.78:1 співвідношення сторін - Субтитри: англійська, іспанська - Англійська (Dolby 2.0 Surround) | - 21 епізод - 6 дисків - 1.78:1 співвідношення сторін - Субтитри: англійська, іспанська - Англійська (Dolby 2.0 Surround) | - Документальний фільм «Правда про восьмий сезон» - DVD-ROM гра - Аудіо-коментарі (Dolby Digital 2.0 Stereo): - «Один» — Френк Спотніц - «Існування» — Кім Меннерс - Вибрані кліпи спецефектів - Видалені сцени - Профілі персонажів - 42 телевізійних рекламних ролики | - Документальний фільм «Правда про восьмий сезон» - DVD-ROM гра - Аудіо-коментарі (Dolby Digital 2.0 Stereo): - «Один» — Френк Спотніц - «Існування» — Кім Меннерс - Вибрані кліпи спецефектів - Видалені сцени - Профілі персонажів - 42 телевізійних рекламних ролики | - Документальний фільм «Правда про восьмий сезон» - DVD-ROM гра - Аудіо-коментарі (Dolby Digital 2.0 Stereo): - «Один» — Френк Спотніц - «Існування» — Кім Меннерс - Вибрані кліпи спецефектів - Видалені сцени - Профілі персонажів - 42 телевізійних рекламних ролики | - Документальний фільм «Правда про восьмий сезон» - DVD-ROM гра - Аудіо-коментарі (Dolby Digital 2.0 Stereo): - «Один» — Френк Спотніц - «Існування» — Кім Меннерс - Вибрані кліпи спецефектів - Видалені сцени - Профілі персонажів - 42 телевізійних рекламних ролики |
| Дати виходу | | | | | | | |
| Регіон 1 | Регіон 1 | Регіон 2 | Регіон 2 | Регіон 4 | Регіон 4 | | |
| 4 листопада 2003 | 4 листопада 2003 | 14 березня 2004 | 14 березня 2004 | 14 квітня 2004 | 14 квітня 2004 | | |